# 秋田県立大曲工業高等学校
秋田県立大曲工業高等学校（あきたけんりつ おおまがりこうぎょうこうとうがっこう）は、秋田県大仙市若葉町に所在する公立の工業高等学校。「大工（だいこう）」の略称で呼ばれる。

## 設置学科
科名のうしろの( )内はクラス名
- 機械科(M)　定員35名
- 電気科(EA,EB)　定員70名 2年次から下記の2つのコースに分かれる。
  - 電気コース(EA)
  - 電子コース(EB)
- 土木・建築科(CA)　定員35名
- 土木科(C)　定員40名　（平成16年度生をもって募集停止）
- 建築科(A)　定員40名　（平成16年度生をもって募集停止）

## 歴史
- 1962年4月10日 - 開校。機械科、電気科各2クラス、土木科、建築科各1クラスで構成。旧高梨中学校にて入学式挙行。
- 1963年4月8日 - 大曲校舎（旧大曲中学校跡地）と高梨校舎（旧高梨中学校）に分け授業実施。
- 1964年4月4日 - 大曲校舎へ完全移転。
- 1995年10月6日 - 電気科を電気コース、電子コースに改編。電気科くくり募集とする。
- 1998年10月14日 - 機械科1クラス削減し、1クラス募集。
- 2005年4月1日 - 土木科、建築科を統合し、土木・建築科に改編。
- 2006年5月30日 - 硬式野球部が創部初にして秋田県春季全県野球大会優勝。
- 2014年10月29日 - 硬式野球部が第67回秋季東北地区高等学校野球大会準優勝。
- 2015年 - 硬式野球部が第87回選抜高等学校野球大会に初出場し、ベスト16進出。応援団賞も受賞した。
- 2016年7月25日 - 硬式野球部が第98回全国高等学校野球選手権秋田大会で初優勝し、夏の甲子園出場。

## シンボル
- 校章 - 「5つの柏の葉（文化の意）」「歯車（工業、産業の意）」「高」から構成され、5つの柏は大曲の「大」の字を表している。昭和37年に応募総数124点の中から選ばれた。
- 校訓 - 「正　忍　創」
- 校歌 - 作詞 竹内瑛二郎　作曲 小野崎晋三
- 躍進賛歌 - 作詞 宮越道　作曲 佐藤長太郎
- 応援団歌 - 作詞 大阪昭治　作曲 武田三芳
- 応援歌 - 作詞 梁田育郎　作曲 石塚保

## 部活動
- 運動部
  - バドミントン部
  - 剣道部
  - ワンダーフォーゲル部
  - 水泳部
  - サッカー部
  - 野球部
  - ソフトテニス部
  - 卓球部
  - バスケットボール部
  - バレーボール部
  - 柔道部
  - 陸上競技部
- 文化部
  - 写真部
  - 無線部
  - 美術部
  - 吹奏楽部
  - JRC同好会
  - マイコン同好会
  - ロボット同好会
  - 囲碁将棋同好会

## 進路情報
毎年の就職と進学の割合は6対4程度であり、毎年進路決定率100％を達成している。

## 主な卒業生
- 後松重栄（じゅうえい）- 高卒で初めてメジャーリーグとマイナー契約をした野球選手
- 藤井黎來 - プロ野球選手(広島東洋カープ)